# محمدرضا نجفی امامی
محمدرضا نجفی‌امامی(زاده ۱۶ آذر ماه ۱۳۵۸ شمسی در تهران) کارگردان رئال و انیمیشن و متخصص جلوه‌های بصری در سینما و تلویزیون است. وی از سال ۱۳۷۸ تاکنون به فعالیت های هنری می پردازد.

## زمینه‌های فعالیت
1. کارگردان سینمایی
2. کارگردان تلویزیونی
3. مدیر جلوه‌های بصری
4. مدرس آموزش نرم‌افزارهای انیمیشن سازی
5. مدیر جلوه‌های بصری و انیمیشن شرکت سیما پردازان ستایش
6. مدیر عامل شرکت SIMAVFX

## جوایز دریافت شده
- تندیس و دیپلم افتخار بهترین انیمیشن از جشنواره رضوی (مرکز سینمایی مستند و تجربی)
- دیپلم بهترین فیلم سینمایی و دستاورد از سی و سومین جشنواره بین‌المللی فجر (فیلم سینمایی رئال انیمیشن مبارک[۳])
- کاندیدای دریافت بهترین جلوه‌های بصری از سی و چهارمین جشنواره فجر (رسوایی ۲)
- کاندیدای دریافت بهترین جلوه‌های بصری از سی و پنجمین جشنواره فجر (بیست و یک روز بعد)

## آثار
آثار ثبت شده به دست محمدرضا نجفی امامی در صنعت سینمایی و سریال تلویزیونی به دو دسته انیمیشن (فضای کاملاً پویانمایی) و جلوه‌های بصری (رئال انیمیشن) تقسیم شده که شامل:

### جلوه‌های بصری
| نام فیلم           | مدیر جلوه‌های بصری | کارگردان            | سال ساخت |
| ------------------ | ----------------- | ------------------- | -------- |
| رئال انیمیشن مبارک | محمدرضا نجفی‌امامی | محمدرضا نجفی‌امامی   | ۱۳۹۰     |
| رسوایی ۲           | محمدرضا نجفی‌امامی | مسعود ده نمکی       | ۱۳۹۴     |
| بیست و یک روز بعد  | محمدرضا نجفی‌امامی | سیدمحمدرضا خردمندان | ۱۳۹۵     |
| آهو پیشونی سفید ۲  | محمدرضا نجفی‌امامی | سیدجواد هاشمی       | ۱۳۹۶     |
| آهو پیشونی سفید ۳  | محمدرضا نجفی‌امامی | سیدجواد هاشمی       | ۱۳۹۷     |
| تورنادو ۱          | محمدرضا نجفی‌امامی | سیدجواد هاشمی       | ۱۳۹۷     |
| تورنادو ۲          | محمدرضا نجفی‌امامی | سیدجواد هاشمی       | ۱۳۹۷     |
| شهر گربه‌های ۱      | محمدرضا نجفی‌امامی | سیدجواد هاشمی       | ۱۳۹۸     |
| شهر گربه‌های ۲      | محمدرضا نجفی‌امامی | سیدجواد هاشمی       | ۱۳۹۸     |

| نام سریال       | مدیر جلوه‌های بصری | کارگردان        | سال ساخت |
| --------------- | ----------------- | --------------- | -------- |
| او مثبت         | محمدرضا نجفی‌امامی | علی شاه‌حاتمی    | ۱۳۸۲     |
| زیر پای مادر    | محمدرضا نجفی‌امامی | بهرنگ توفیقی    | ۱۳۹۴     |
| پشت بام تهران   | محمدرضا نجفی‌امامی | بهرنگ توفیقی    | ۱۳۹۵     |
| سریال پدر       | محمدرضا نجفی‌امامی | بهرنگ توفیقی    | ۱۳۹۶     |
| سریال پیکسل     | محمدرضا نجفی‌امامی | محمدحسین لطیفی  | ۱۳۹۶     |
| هشتگ خاله سوسکه | محمدرضا نجفی‌امامی | محمد مسلمی      | ۱۳۹۷     |
| سریال نفوذ      | محمدرضا نجفی‌امامی | جوادشمق دری     | ۱۳۹۸     |
| سریال سنجر خان  | محمدرضا نجفی‌امامی | محمد حسین لطیفی | ۱۴۰۰     |
| سریال رستگاری   | محمدرضا نجفی‌امامی | مسعود ده نمکی   | ۱۴۰۲     |

### انیمیشن
1. مجموعه انیمیشن‌های بانی و نانی (مرکز پویانمایی صبا)[۱۰]
2. مجموعه انیمیشن‌های رعنا دختر دهقان[۱۱][۱۲] (مرکز پویانمایی صبا)
3. مجموعه تیزرهای جشنواره اثر ماندگار (شبکه ۲ سیما)

### موزیک ویدئو
کاگردانی و مدیر جلوه‌های بصری کلیپ‌های خوانندگان معروف از جمله:
1. آهنگ رضا صادقی به نام من دوست دارم
2. آهنگ سامان جلیلی به نام تیک تاک
3. نماهنگ زنده باد ایران